# Ariel Cortazzo
 Ariel Cortazzo fue un guionista de  cine, radio y televisión que nació en Buenos Aires, Argentina en 1915 y falleció en el mismo país en febrero de 1998.
Trabajó intensamente como guionista, sea en la comedia como en el drama, con textos propios o adaptando textos literarios preexistentes. En 1940 con motivo de la venida a la Argentina del mexicano Tito Guizar fue convocado por Establecimientos Filmadores Argentinos para realizar el guion de la comedia romántica musical que luego dirigió Richard Harlan con el título de De Méjico llegó el amor. A partir de allí trabajó ininterrumpidamente elaborando guiones hasta 1984. 

## Premio
La Academia de Artes y Ciencias Cinematográficas de la Argentina le otorgó el premio Cóndor Académico a la mejor adaptación de 1949 en forma conjunta con Enrique Cahen Salaberry por el filme Avivato.

## Filmografía
Guionista
- Los reyes del sablazo (1984)
- Mire que es lindo mi país  (1981)
- Pájaro loco  (1971)
- Joven, viuda y estanciera  (1970)
- ¡Qué noche de casamiento! (1969)
- La culpa  (1969)
- Somos novios  (1969)
- El novicio rebelde  (1968)
- Este cura  (1968)
- Matrimonio a la argentina  (1968)
- Un muchacho como yo  (1968)
- Del brazo y por la calle  (1966)
- La cómplice  (1966)
- El galleguito de la cara sucia  (1966)
- La industria del matrimonio  (1965)
- Sacrificio de una madre o El octavo infierno (1964)
- Rata de puerto  (1963)
- Y el cuerpo sigue aguantando  (1961)
- El asalto  (1960)
- Livets vår  (1958)
- El hombre que hizo el milagro  (1958)
- El tango en París  (1956)
- El vividor  (1956)
- La delatora  (1955)
- Los hermanos corsos  (1955)
- La mujer desnuda  (1955)
- En carne viva  (1955)
- Torrente indiano  (1954)
- Mi viudo y yo  (1954)
- Por cuatro días locos  (1953)
- Fin de mes  (1953)
- Como yo no hay dos  (1952)
- El infortunado Fortunato  (1952)
- Mi mujer está loca  (1952)
- Vuelva el primero  (1952)
- El honorable inquilino  (1951)
- ¡Qué hermanita!   (1951)
- Concierto de bastón  (1951)
- Cosas de mujer  (1951)
- Cuidado con las mujeres  (1951)
- El heroico Bonifacio  (1951)
- El ladrón canta boleros  (1950)
- Filomena Marturano  (1950)
- Cuando besa mi marido  (1950)
- Don Fulgencio (El hombre que no tuvo infancia)  (1950)
- Esposa último modelo  (1950)
- Toscanito y los detectives  (1950)
- Vidalita  (1949)
- Avivato  (1949)
- Historia de una mala mujer  (1948)
- La serpiente de cascabel  (1948)
- La dama del collar  (1948)
- Los secretos del buzón  (1948)
- Recuerdos de un ángel  (1948)
- Un ángel sin pantalones  (1947)
- El misterio del cuarto amarillo)  (1947)
- Madame Bovary  (1947)
- Las tres ratas  (1946)
- Camino del infierno  (1946)
- María Rosa  (1946)
- Cinco besos  (1945)
- Amor último modelo  (1942)
- En el último piso  (1942)
- Orquesta de señoritas  (1941)
- Melodías de América (1941)
- Volver a vivir  (1941)
- El astro del tango  (1940)
- De México llegó el amor  (1940)